# Trhanov
Trhanov település Csehországban, a Domažlicei járásban. Trhanov Újezd, Klenčí pod Čerchovem, Chodov és Draženov településekkel határos. Lakosainak száma 523 fő (2024. január 1.).

## Népesség
A település lakosságának változását az alábbi diagram mutatja:
| Lakosok száma | 599  | 576  | 672  | 451  | 591  | 547  | 539  | 541  | 537  | 523  |
|               | 1869 | 1900 | 1921 | 1961 | 1980 | 2011 | 2016 | 2019 | 2021 | 2024 |